# Kolumbianische Beachhandball-Nationalmannschaft der Frauen
Die kolumbianische Beachhandball-Nationalmannschaft der Frauen repräsentiert den Handball-Verband Kolumbiens als Auswahlmannschaft auf internationaler Ebene bei Länderspielen im Beachhandball gegen Mannschaften anderer nationaler Verbände. Vor allem auf kontinentaler Ebene hat die Mannschaft schon einige Erfolge erreicht.
Als Unterbau fungiert die Nationalmannschaft der Juniorinnen. Das männliche Pendant ist die Kolumbianische Beachhandball-Nationalmannschaft der Männer.

## Geschichte

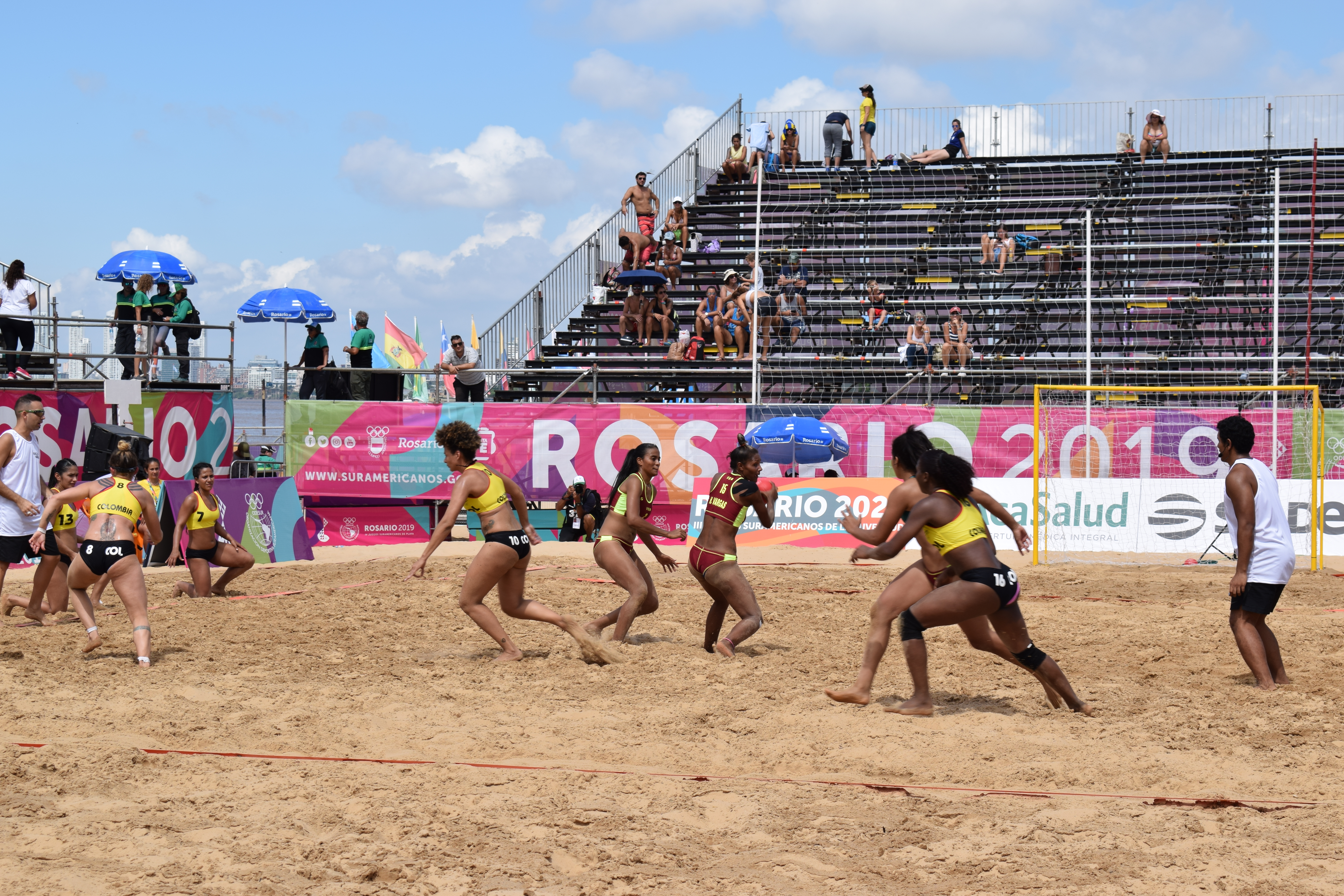
Vorrundenspiel Venezuela gegen Kolumbien (gelb) bei den Südamerikanischen Beachgames 2019

Anders als viele andere Nationen Südamerikas begründete Kolumbien, wie auch Venezuela erst zu Beginn der 2010er Jahre eine weibliche Beachhandball-Nationalmannschaft. Zunächst trat die Mannschaft nicht außerhalb der Region des Sportbundes der bolivarischen Länder, Organización Deportiva Bolivariana (ODEBO), an. Die Mannschaft debütierte 2011 in Manta im Rahmen der South-American Beach Games und belegte den siebten und damit letzten Platz. Ein Jahr später folgte der zweite internationale Auftritt bei den Juegos Bolivarianos de Playa in Lima, wo die Mannschaft das Finale gegen Venezuela erreichten und dort den Seriensiegern unterlagen. 2014 in Huanchaco und 2016 in Iquique folgte der Gewinn der Bronzemedaillen.
Der größte internationale Erfolg war die Teilnahme an den World Games 2013 in Cali, wo die Mannschaft als Gastgeber qualifiziert war und am Ende den sechsten Platz unter 12 teilnehmenden Mannschaften belegte. Darüber hinaus dauerte es bis 2019, dass die Beachhandballerinnen Kolumbiens in Rosario erstmals außerhalb des ODEBO-Raumes antraten. In Argentinien wurde das Team Sechste. Erstes Turnier nach der COVID-19-Pandemie wurden die erstmals durchgeführten Beachgames Zentralamerikas und der Karibik 2022 in Santa Marta, Venezuela, wo Kolumbien die Bronzemedaille gewinnen konnte.

## Teilnahmen
| World Games - 2001: keine Teilnahme - 2005: keine Teilnahme - 2009: nicht qualifiziert - 2013: 6. - 2017: nicht qualifiziert - 2022: nicht qualifiziert World Beach Games - 2019: nicht qualifiziert - 2023: | Weltmeisterschaften - 2001: abgesagt - 2004: nicht qualifiziert - 2006: nicht qualifiziert - 2008: nicht qualifiziert - 2010: nicht qualifiziert - 2012: nicht qualifiziert - 2014: nicht qualifiziert - 2016: nicht qualifiziert - 2018: nicht qualifiziert - 2020: nicht qualifiziert, abgesagt - 2022: nicht qualifiziert | South-American Beach Games - 2009: keine Teilnahme - 2011: 7. - 2014: nicht qualifiziert - 2019: 6. - 2023: Beachgames Zentralamerikas und der Karibik - 2022: 3. Juegos Bolivarianos de Playa - 2012: 2. - 2014: 3. - 2016: 3. | Pan-Amerikanische Meisterschaften - 2004: keine Teilnahme - 2008: keine Teilnahme - 2012: keine Teilnahme - 2014: keine Teilnahme - 2016: keine Teilnahme - 2018: keine Teilnahme Süd- und Mittelamerikanische Meisterschaften - 2019: keine Teilnahme - 2022: keine Teilnahme |

- SABG 2011: Kader derzeit nicht bekannt

- BBG 2012: Susana Estrada Castaño • Deisy Verónica Mazo Garcés • María Isabel Pérez Montes • Luisa María Pineda Cárdenas • Dora Alicia Ramírez Portillo • Carmen Elisa Rodríguez Aragón • Sandra Paola Rodríguez Castro • Laura Andrea Sin Gutiérrez[4]

- WG 2013: Susana Estrada Castaño • Deisy Verónica Mazo Garcés • María Isabel Pérez Montes • Luisa María Pineda Cárdenas • Dora Alicia Ramírez Portillo • Carmen Elisa Rodríguez Aragón • Sandra Paola Rodríguez Castro • María Camila Rodríguez Bucheli • Laura Andrea Sin Gutiérrez[5]

- BBG 2014: Tatiana Cano Vargas • María Clara Estrada Castaño • Susana Estrada Castaño • Deisy Verónica Mazo Garcés • María Isabel Pérez Montes • Dora Alicia Ramírez Portillo • Sandra Paola Rodríguez Castro • María Camila Rodríguez Bucheli • Laura Andrea Sin Gutiérrez • Carolina Uribe Ospina[6]

- BBG 2016: Tatiana Cano Vargas • María Clara Estrada Castaño • Susana Estrada Castaño • Deisy Verónica Mazo Garcés • María Isabel Pérez Montes • María Camila Rodríguez Bucheli • Joseti Eva Saams Wilson • Maribel Serna Castro • Laura Andrea Sin Gutiérrez • Carolina Uribe Ospina[7]

- SABG 2019: Kader derzeit nicht bekannt

- CACSBG 2022: Angie Paola Asprilla Rivas • María José Becerra Salas • Tatiana Cano Vargas • María Clara Estrada Castaño • Susana Estrada Castaño • Daniela Ortiz Jarapa • Yesica Paola Julio • Lady Laura Parejo Royero • Daisy Solís Valencia • Carolina Uribe Ospina[8]

## Trainer
| Cheftrainer - 2022: Carlos Luis Miranda Romero | Co-Trainer/in - 2022: Sandra Corima Bonilla Pardo |